# Aconitum maximum
Aconitum maximum är en ranunkelväxtart som beskrevs av Pallas och Dc.. Aconitum maximum ingår i släktet stormhattar, och familjen ranunkelväxter.

## Underarter
Arten delas in i följande underarter:
- A. m. kunasilense
- A. m. kurilense
- A. m. maximum